# Kottauer Patera
La Kottauer Patera è una struttura geologica della superficie di Venere.